# 纓三鰭鰨
纓三鰭鰨為輻鰭魚綱鰈形目鰨亞目無臂鰨科的其中一種，為熱帶海水魚，分布於中太平洋東部薩爾瓦多至秘魯海域，棲息深度2-40公尺，體長可達9公分，棲息在底層水域，生活習性不明。

## 扩展阅读
維基物種上的相關：纓三鰭鰨